# 若杉山豊一
若杉山 豊一（わかすぎやま とよいち、1933年1月24日 - 1999年11月4日）は、福岡県糟屋郡志免町出身で時津風部屋に所属した大相撲力士。本名は熊本 豊一（くまもと とよいち）。最高位は西前頭筆頭（1965年3月場所）。現役時代の体格は177cm、120kg。得意手は右四つ、寄り。

## 来歴
福岡県立山田高校在学中は相撲部で主将を務め、高校卒業後は炭鉱に就職した。しかし、母校の所在地である福岡県山田市（現・嘉麻市）出身の十両・剣龍（後の関脇・巨砲の実父）のスカウトを受け、1953年3月場所に於いて時津風部屋より初土俵を踏んだ。
初土俵は20歳と遅かったが、高校時代の経験と地力を生かし、右差し手を返し、投げを打ちながら寄るという盤石の右四つの型を武器に少しずつ着実に番付を上げていった。
1959年3月場所での新入幕以降の約2年半は主に幕内と十両を往復し、1961年9月場所からは3年以上十両に停滞していた。
しかし、1965年1月場所で3度目の入幕を果たすといきなり12勝3敗と、13勝2敗で優勝した大関・佐田の山に次ぐ好成績を挙げて生涯唯一の三賞となる敢闘賞を受賞した。翌場所では、一気に前頭筆頭まで番付を上げ、横綱や大関との対戦も経験した。同場所の6日目には横綱・栃ノ海を寄り切って、生涯唯一の金星を挙げている。
その後は再び幕内中下位に戻り、1966年11月場所を最後に幕内から遠ざかった。間もなく関取の地位からも陥落し、幕下8枚目に在位した1967年5月場所を以って、34歳で廃業した。
廃業後は「豊商事」という商社に暫くの間勤務し、退社後は、郷里・糟屋郡志免町で相撲料理の店を営んだという。
1999年11月4日、肺水腫により逝去。享年66。

## 略歴
- 1953年…時津風部屋に入門し、この年の3月場所で初土俵を踏む。
- 1953年5月場所…本名でもある「熊本」の四股名で、序二段に付く。
- 1954年5月場所…「熊本」から「若杉山」へ改名。
- 1958年3月場所…十両に昇進。
- 1959年1月場所…東十両8枚目の地位で、12勝3敗と大勝ちし、十両優勝を遂げる。
- 1959年3月場所…新入幕。
- 1965年1月場所…3度目の入幕で12勝3敗と好成績を残し、優勝争いにも参加。優勝は逸したが、生涯唯一の三賞（敢闘賞）を受賞する。
- 1965年3月場所…自己最高位となる西前頭筆頭に昇進するも、5勝10敗と大きく負け越す。6日目、栃ノ海を破り、生涯唯一の金星を獲得。
- 1967年3月場所…関取として迎えた最後の本場所。十両下位で4勝11敗と大敗し、次場所での幕下落ちが確定する。
- 1967年5月場所…東幕下8枚目に在って1勝6敗という成績に終わり、場所後に廃業を表明。

## 主な成績・記録
- 通算成績：496勝495敗4休 勝率.501
- 幕内成績：128勝187敗 勝率.406
- 現役在位：77場所
- 幕内在位：21場所
- 三賞：1回
  - 敢闘賞：1回（1965年1月場所）
- 雷電賞：1回（1965年1月場所）
- 金星：1個（栃ノ海1個）
- 各段優勝
  - 十両優勝：1回（1959年1月場所）

### 場所別成績
| | 一月場所 初場所（東京） | 三月場所 春場所（大阪） | 五月場所 夏場所（東京） | 七月場所 名古屋場所（愛知） | 九月場所 秋場所（東京） | 十一月場所 九州場所（福岡） |
| --- | ----------------------- | ----------------------- | ----------------------- | --------------------------- | ----------------------- | --------------------------- |
| 1953年 （昭和28年） | x                       | 新序 3–0                | 東序二段26枚目 7–1      | x                           | 東三段目58枚目 6–2      | x                           |
| 1954年 （昭和29年） | 東三段目40枚目 4–4      | 東三段目32枚目 4–4      | 東三段目28枚目 6–2      | x                           | 東三段目8枚目 4–4       | x                           |
| 1955年 （昭和30年） | 東三段目3枚目 3–5       | 西三段目6枚目 3–5       | 西三段目8枚目 4–4       | x                           | 東三段目3枚目 7–1       | x                           |
| 1956年 （昭和31年） | 西幕下45枚目 6–2        | 東幕下32枚目 4–4        | 西幕下31枚目 4–4        | x                           | 西幕下31枚目 3–5        | x                           |
| 1957年 （昭和32年） | 西幕下35枚目 5–3        | 西幕下26枚目 6–2        | 西幕下13枚目 6–2        | x                           | 西幕下3枚目 3–5         | 西幕下6枚目 6–2             |
| 1958年 （昭和33年） | 東幕下3枚目 6–2         | 東十両23枚目 10–5       | 東十両17枚目 10–5       | 東十両10枚目 9–6            | 東十両7枚目 9–6         | 西十両3枚目 5–10            |
| 1959年 （昭和34年） | 東十両8枚目 優勝 12–3   | 東前頭20枚目 8–7        | 西前頭17枚目 7–8        | 東前頭18枚目 10–5           | 西前頭11枚目 5–10       | 東前頭15枚目 3–12           |
| 1960年 （昭和35年） | 東十両5枚目 6–9         | 東十両7枚目 10–5        | 西十両筆頭 9–6          | 東前頭14枚目 8–7            | 西前頭8枚目 5–10        | 西前頭13枚目 8–7            |
| 1961年 （昭和36年） | 西前頭10枚目 7–8        | 西前頭10枚目 7–8        | 西前頭10枚目 5–10       | 西前頭14枚目 6–9            | 西十両2枚目 7–8         | 東十両4枚目 6–9             |
| 1962年 （昭和37年） | 西十両8枚目 6–9         | 東十両11枚目 7–4–4      | 西十両12枚目 7–8        | 西十両13枚目 9–6            | 西十両9枚目 9–6         | 東十両4枚目 9–6             |
| 1963年 （昭和38年） | 東十両筆頭 5–10         | 東十両6枚目 10–5        | 東十両3枚目 7–8         | 東十両4枚目 5–10            | 西十両9枚目 6–9         | 東十両12枚目 6–9            |
| 1964年 （昭和39年） | 西十両16枚目 9–6        | 西十両7枚目 9–6         | 西十両5枚目 7–8         | 東十両7枚目 8–7             | 東十両5枚目 10–5        | 東十両2枚目 10–5            |
| 1965年 （昭和40年） | 西前頭13枚目 12–3 敢    | 西前頭筆頭 5–10 ★       | 西前頭4枚目 2–13        | 西前頭11枚目 9–6            | 西前頭7枚目 5–10        | 東前頭12枚目 8–7            |
| 1966年 （昭和41年） | 東前頭11枚目 2–13       | 西十両3枚目 8–7         | 西十両2枚目 9–6         | 東前頭15枚目 4–11           | 西十両2枚目 10–5        | 西前頭13枚目 2–13           |
| 1967年 （昭和42年） | 西十両6枚目 4–11        | 西十両14枚目 4–11       | 東幕下8枚目 引退 1–6–0  | x                           | x                       | x                           |
| 各欄の数字は、「勝ち-負け-休場」を示す。 優勝 引退 休場 十両 幕下 三賞：敢=敢闘賞、殊=殊勲賞、技=技能賞 その他：★=金星 番付階級：幕内 - 十両 - 幕下 - 三段目 - 序二段 - 序ノ口 幕内序列：横綱 - 大関 - 関脇 - 小結 - 前頭（「#数字」は各位内の序列） |                         |                         |                         |                             |                         |                             |

### 幕内対戦成績
| 力士名   | 勝数 | 負数 | 力士名 | 勝数 | 負数 | 力士名     | 勝数 | 負数 | 力士名   | 勝数 | 負数 |
| -------- | ---- | ---- | ------ | ---- | ---- | ---------- | ---- | ---- | -------- | ---- | ---- |
| 浅瀬川   | 2    | 4    | 一乃矢 | 1    | 0    | 岩風       | 4    | 1    | 宇多川   | 5    | 4    |
| 及川     | 4    | 3    | 追風山 | 0    | 2    | 大瀬川     | 2    | 0    | 大晃     | 0    | 1    |
| 小城ノ花 | 6    | 6    | 海山   | 2    | 5    | 海乃山     | 3    | 4    | 開隆山   | 1    | 7    |
| 金乃花   | 5    | 8    | 北ノ國 | 2    | 0    | 北の冨士   | 1    | 1    | 君錦     | 1    | 2    |
| 清國     | 0    | 1    | 清ノ森 | 2    | 5    | 麒麟児     | 1    | 2    | 国登     | 2    | 0    |
| 鯉の勢   | 1    | 1    | 高鐵山 | 2    | 2    | 琴櫻       | 0    | 1    | 佐田の山 | 0    | 3    |
| 信夫山   | 1    | 1    | 嶋錦   | 2    | 0    | 新川(玉響) | 3(1) | 3    | 大豪     | 2    | 1    |
| 大心     | 2    | 3    | 大鵬   | 0    | 1    | 大文字     | 0    | 1    | 大雄     | 0    | 3    |
| 高錦     | 1    | 0    | 玉嵐   | 1    | 0    | 玉乃海     | 1    | 2    | 玉乃島   | 0    | 1    |
| 常錦     | 3    | 3    | 鶴ヶ嶺 | 2    | 2    | 出羽錦     | 1    | 3    | 天水山   | 1    | 1    |
| 栃王山   | 0    | 2    | 栃ノ海 | 2    | 1    | 栃光       | 1    | 1    | 鳴門海   | 1    | 3    |
| 成山     | 1    | 4    | 羽黒川 | 1    | 0    | 長谷川     | 2    | 1    | 花光     | 0    | 2    |
| 羽子錦   | 3    | 1    | 廣川   | 0    | 4    | 福田山     | 6    | 3    | 房錦     | 2    | 3    |
| 富士錦   | 2    | 7    | 藤ノ川 | 0    | 1    | 前田川     | 3    | 3    | 松登     | 3    | 4    |
| 禊鳳     | 1    | 0    | 宮錦   | 1    | 2    | 明武谷     | 3    | 4    | 八染     | 1    | 0    |
| 義ノ花   | 1    | 2    | 芳野嶺 | 1    | 2    | 若秩父     | 6    | 5    | 若天龍   | 0    | 1    |
| 若浪     | 2    | 5    | 若鳴門 | 0    | 3    | 若ノ海     | 1    | 4(1) | 若乃國   | 1    | 4    |
| 若乃洲   | 1    | 5    | 若羽黒 | 1    | 0    | 若二瀬     | 0    | 1    | 若前田   | 1    | 2    |
| 若見山   | 0    | 1    |        |      |      |            |      |      |          |      |      |

## 改名歴
- 熊本 豊一（くまもと とよいち）1953年5月場所 - 1954年3月場所
- 若杉山 豊一（わかすぎやま - ）1954年5月場所 - 1967年5月場所